# Massimo Severo Giannini
Massimo Severo Giannini (Roma, 8 marzo 1915 – Roma, 24 gennaio 2000) è stato un giurista e politico italiano, Ministro per l'organizzazione della pubblica amministrazione e per le Regioni nel Governo Cossiga I e II dal 4 agosto 1979 al 28 settembre 1980.
Era figlio del giurista Amedeo Giannini.

## Biografia

### L'impegno nella Resistenza
Durante l'occupazione tedesca di Roma Giannini, di fede socialista, operò nelle Brigate Matteotti, agli ordini del collega giurista Giuliano Vassalli.
Il 24 gennaio 1944 partecipò all'azione di un gruppo di partigiani socialisti che permise la fuga di Sandro Pertini e Giuseppe Saragat, assieme ad altri cinque patrioti socialisti, dal carcere di Regina Coeli. L'azione, dai connotati rocamboleschi, fu ideata e diretta da Giuliano Vassalli, con l'aiuto di diversi partigiani delle Brigate Matteotti, tra cui, oltre a Giannini, Giuseppe Gracceva, Filippo Lupis, Ugo Gala, Alfredo Monaco, medico del carcere, e sua moglie Marcella Ficca Monaco. Si riuscì così prima a far passare Saragat e Pertini dal "braccio" tedesco del carcere a quello italiano e quindi a produrre degli ordini di scarcerazione falsi, redatti dallo stesso Vassalli. I due leader del PSIUP furono dunque scarcerati insieme agli altri esponenti socialisti Luigi Andreoni, Luigi Allori, Carlo Bracco, Ulisse Ducci, Torquato Lunedei. Pertini stesso narrò in seguito questi fatti nelle sue memorie e in un'intervista concessa ad Oriana Fallaci nel 1973.
Quest'audace azione partigiana salvò probabilmente la vita dei due futuri Presidenti della Repubblica che, se ancora incarcerati a Regina Coeli, sarebbero stati sicuramente inseriti nell'elenco dei detenuti politici da uccidere alle Fosse Ardeatine.

### Carriera accademica
Allievo di Santi Romano e Guido Zanobini, diventa professore ordinario di diritto amministrativo a 24 anni, nel 1939. Ha insegnato nelle università di Sassari, Perugia, Pisa e università di Roma La Sapienza. Fu anche avvocato.
Fu direttore della Rivista trimestrale di diritto pubblico ed autore di centinaia di pubblicazioni in materia di diritto costituzionale, amministrativo ed economico.
Movendo dalla teoria istituzionalistica di Santi Romano, fu il primo sostenitore dello studio del diritto pubblico fondato su un approccio interdisciplinare e realistico, osservando come lo studio di un sistema giuridico non potesse limitarsi allo studio delle norme che lo componevano, dovendo abbracciare anche l'economia, la sociologia, la scienza politica etc.
È stato membro dell'Accademia dei Lincei e vice presidente del Consiglio superiore dei Beni Culturali.
Nel 1984 viene istituita una Commissione - da lui presieduta - per dare attuazione all’indirizzo programmatico di governo circa la “messa a fuoco di definiti diritti del cittadino nei rapporti con l’amministrazione per porre fine alle imperscrutabilità, alle immotivate lentezze, ai superati autoritarismi dei comportamenti amministrativi”. La Commissione ha il compito di formulare proposte per la revisione della disciplina dei procedimenti amministrativi allo scopo di promuovere la democratizzazione e la semplificazione amministrativa. Sarà grazie a questa Commissione, da lui tanto voluta, che saranno poste le fondamenta della famosa legge sul procedimento amministrativo e la trasparenza delle pubbliche amministrazioni, che rivoluzionerà per sempre i rapporti tra cittadino e pubblici poteri (legge 7 agosto 1990, n. 241).
Nel 1988 è stato insignito del premio Aldo Sandulli. Nel 1990 l'Accademia dei Lincei gli ha conferito il Premio Feltrinelli per le Scienze Giuridiche.
Professore emerito dal 1990, è morto nel 2000 a seguito di una crisi cardiaca.

### Carriera politica
Fu capo di gabinetto del ministro per la Costituente Pietro Nenni dal 12 agosto 1945 al 2 agosto 1946. Dal luglio 1946 ai primi mesi del 1948 è capo dell'ufficio legislativo del ministero dell'Industria, nominato da Rodolfo Morandi. Iscritto al Partito Socialista Italiano, se ne allontana nel 1953. Rientrerà nel Psi qualche anno più tardi, e fino al 1991 farà anche parte dell'Assemblea nazionale del PSI istituita da Bettino Craxi nel 1984.
Giannini ha fatto parte di numerose commissioni ministeriali, in particolare la commissione creata dal ministro dell'Industria e commercio Emilio Colombo e presieduta da Francesco Santoro Passarelli per la riforma del diritto societario (1959), e le commissioni istituite tra il 1962 e il 1966 dai successivi ministri dei Lavori pubblici Fiorentino Sullo, Giovanni Pieraccini e Giacomo Mancini per l'elaborazione di una riforma della legge urbanistica. Nel 1976 presiede la commissione ministeriale che redigerà i decreti del Presidente della Repubblica che trasferiscono le funzioni alle Regioni. Come tecnico di area socialista è ministro per la Funzione pubblica nel governo Cossiga I (4 aprile 1979 - 4 agosto 1980) e nel Cossiga II (4 agosto 1980 - 18 ottobre 1980).
Durante questo periodo dà alle stampe un rapporto per la riforma della pubblica amministrazione in Italia, dando luogo a quello che è stato definito il suo terzo periodo di esperienza da riformatore, in cui "riuscì da un lato a far acquisire consapevolezza della grande importanza politica dell'amministrazione e della necessità della sua riforma; dall'altra impostò il problema della riforma come problema economico (di maggiore efficienza dei servizi amministrativi), con le conseguenti necessità di razionalizzazione e di diminuzione dei costi". Ciò lo indusse - al di là della riproposizione di alcune posizioni che aveva avanzato in gioventù - a riprendere l'assunto secondo cui "la prima parte della Costituzione è opera monumentale, degna di figurare accanto alle più grandi Costituzioni esistenti. La seconda parte è un obbrobrio".
(M.S. GIANNINI, La lentissima fondazione dello Stato repubblicano, in Scritti, VII, 1977-1983, Giuffrè, 2005, p. 657.)
All'inizio degli anni '90 si schiera a favore di un sistema elettorale maggioritario, aderendo al comitato promotore presieduto da Mario Segni. Fonda il CORID (Comitato per la Riforma Democratica) che promuove i quesiti referendari per l'abolizione del Ministero delle Partecipazioni Statali, la riforma dell'intervento straordinario nel Mezzogiorno, il sistema delle nomine bancarie, e aderısce al referendum sul finanziamento pubblico dei partiti promosso dai radicali (i referendum si tennero tutti insieme il 18 aprile 1993).
In disaccordo con Mario Segni, fonda la lista Sì Referendum, con l'obiettivo di difendere in Parlamento le riforme referendarie. Vi aderiscono, tra gli altri, Ernesto Galli della Loggia, Federico Zeri, Nicola Matteucci, Franco Archibugi e Marcello Pera. Alle elezioni politiche del 5 aprile 1992 la lista avrà pochissimi voti e non riuscirà a conquistare alcun seggio.